# Шведенек
Шведенек (нім. Schwedeneck) — громада в Німеччині, розташована в землі Шлезвіг-Гольштейн. Входить до складу району Рендсбург-Екернферде. Складова частина об'єднання громад Денішенгаген.
Площа — 28,54 км2. Населення становить 2836 ос. (станом на 31 грудня 2020).

## Галерея

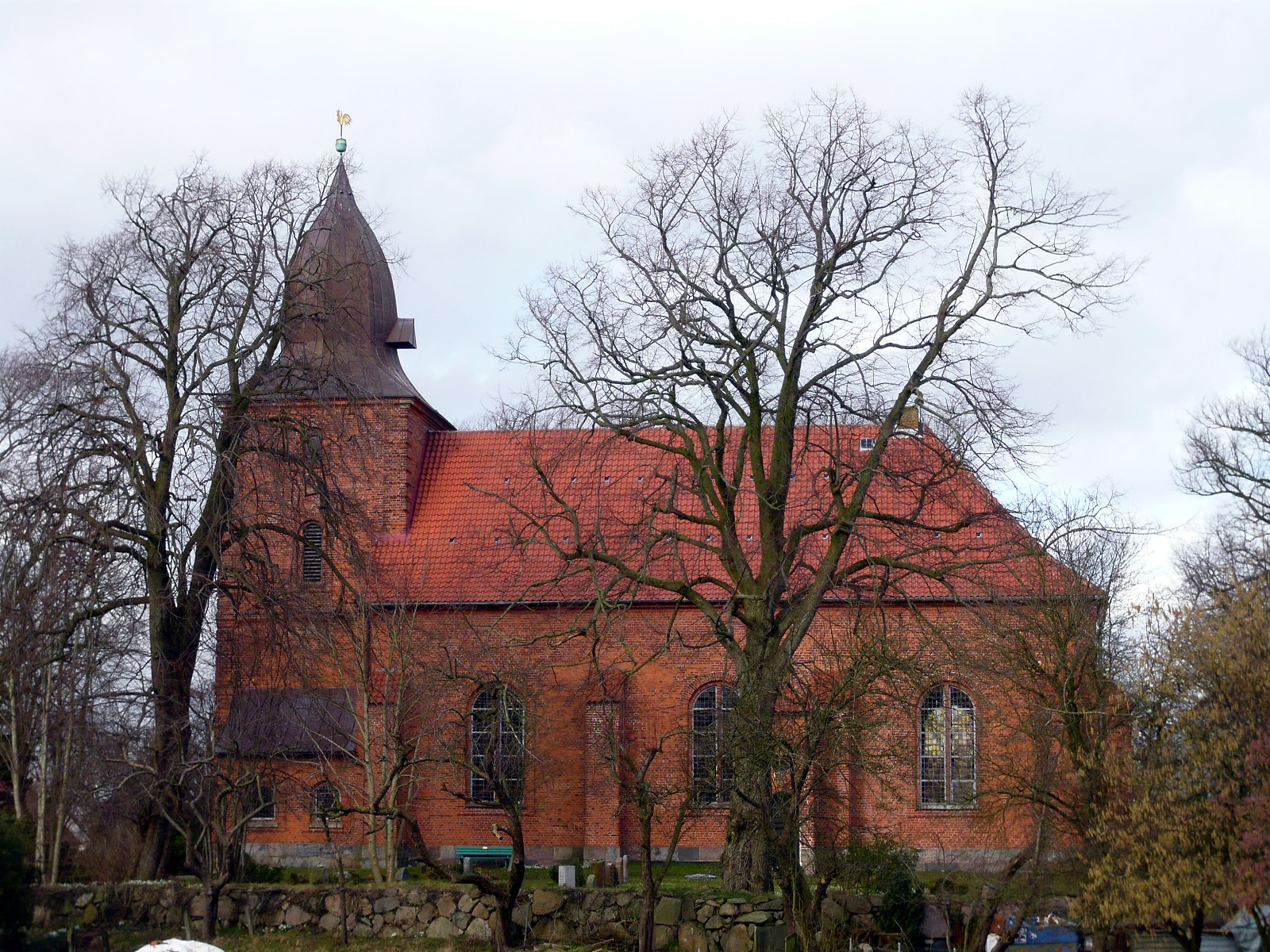
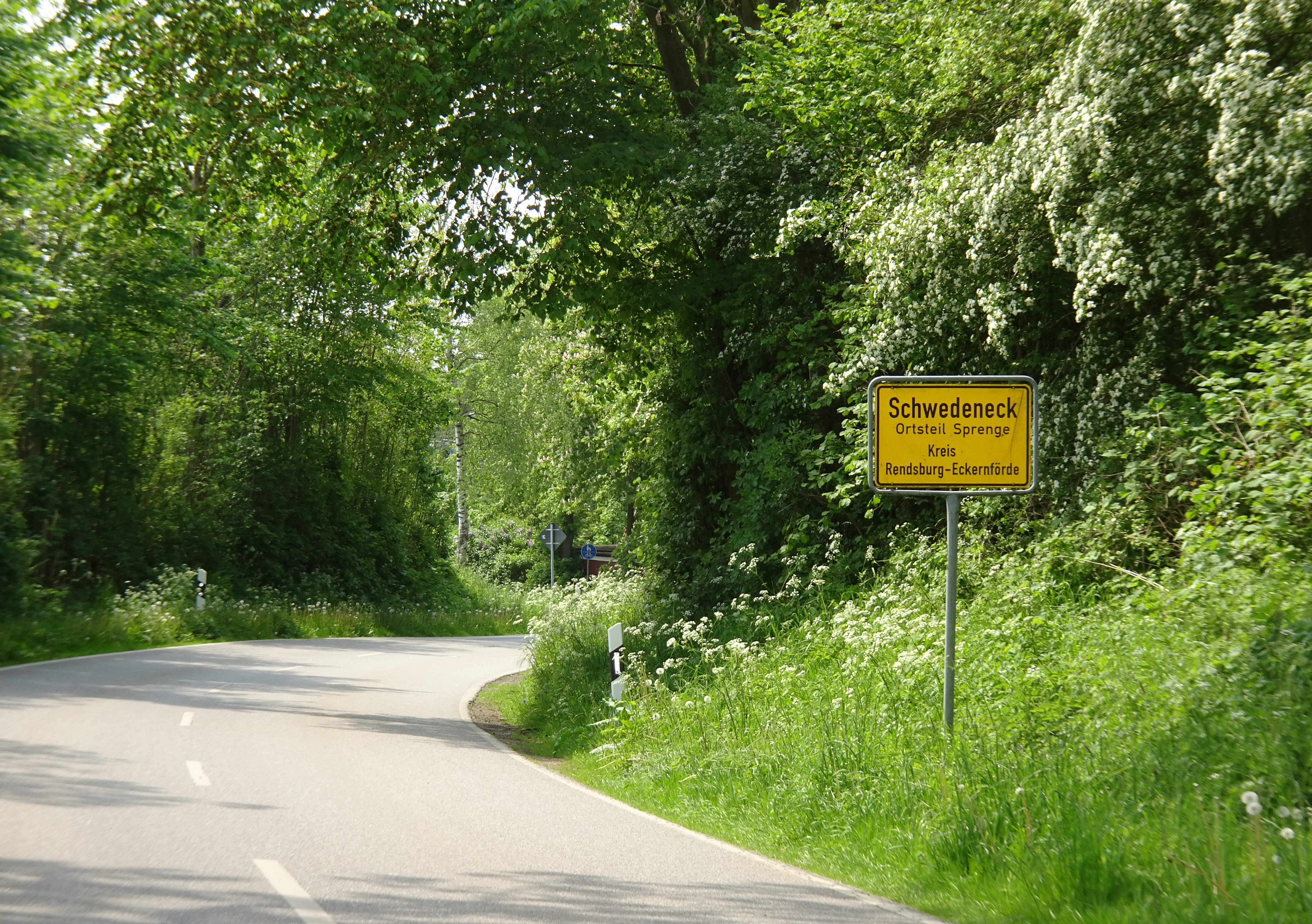
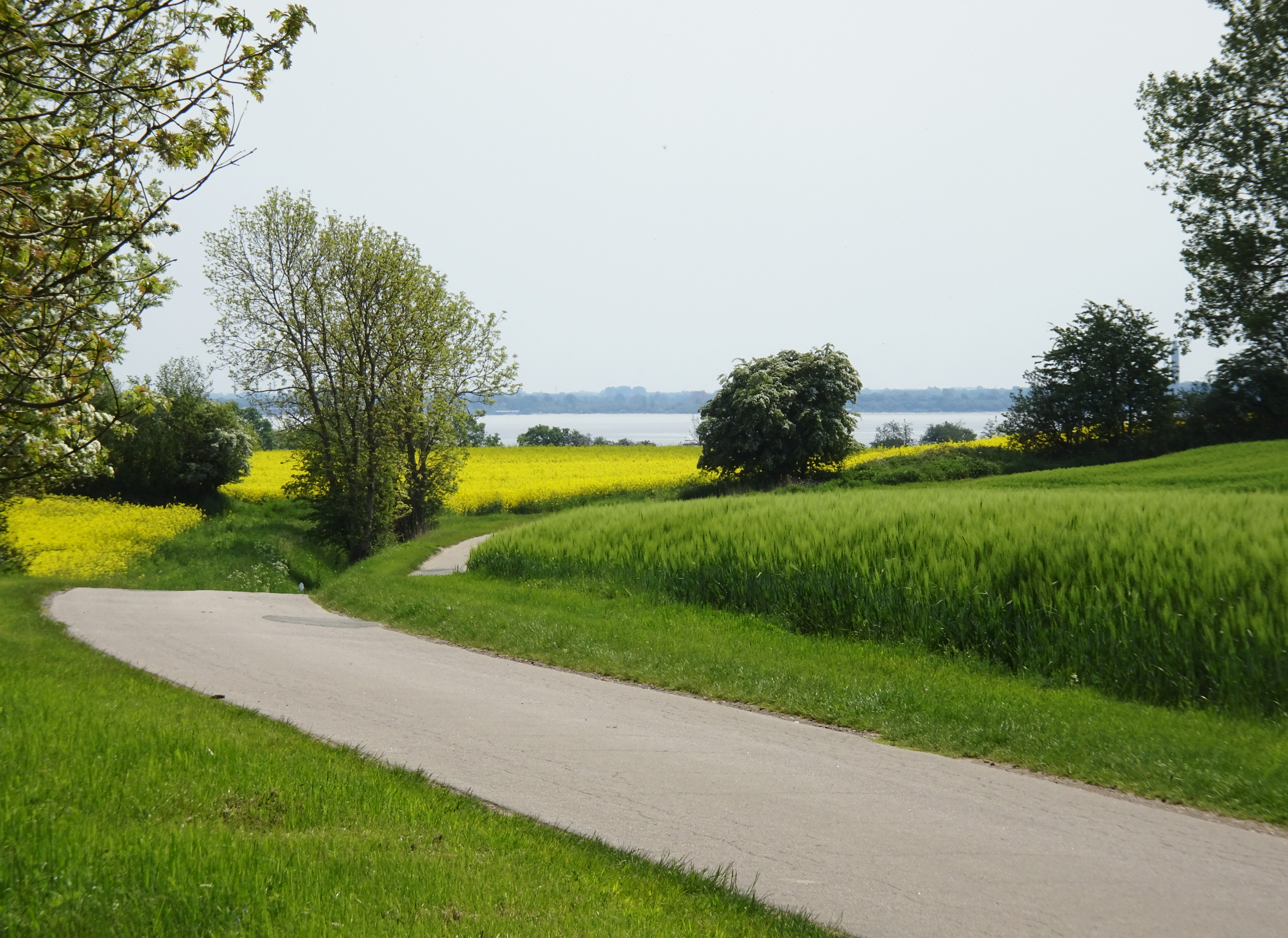